# Siderurgica Acciaierie e Laminatoi
La Siderurgica Acciaierie e Laminatoi (SiderAL) fu una società per azioni, in forma consortile, con sede e stabilimento in San Zeno Naviglio, operante nel settore siderurgico per la produzione di semilavorati trasformabili in armature per l'edilizia (tondino), travi e profilati di piccole e medie dimensioni. La società fu attiva dal 1956 al 1983.
Lo stabilimento sanzenese, collegato strategicamente con la ferrovia grazie ad un raccordo con la stazione di San Zeno-Folzano, è stato trasformato in un deposito di rottame.

## Storia
Nel dopoguerra, grazie alla disponibilità di rottame, principalmente le rotaie delle linee distrutte dai bombardamenti, si svilupparono nella provincia di Brescia diversi laminatoi meccanizzati. Venuta a mancare la disponibilità di rotaie a partire dalla seconda metà degli anni cinquanta, gli stessi laminatoi furono costretti ad acquistare billette da acciaierie site in altre provincie per garantire la stessa qualità di prodotto. Essi persero dunque quel vantaggio in termini di costo che avevano accumulato grazie all'acquisizione di rottame di buona fattura, come erano considerate le rotaie in quegli anni.
Alcune ferriere bresciane decisero di mettersi insieme e costruire uno stabilimento che producesse direttamente i lingotti da vendere a loro stesse e a buon mercato, in proporzione alle quote conferite. Nel 1956, la Ori Martin, la OLS, la Ilfo, la Bosio, la Fratelli Stefana, la Fenotti Stefana e la Lucchini istituirono la SiderAL che eresse uno stabilimento nei pressi della stazione ferroviaria di San Zeno Naviglio.
Nel 1970, introdusse la colata continua con macchinario Danieli a 7 linee; venne abbandonata la produzione dei lingotti e iniziò la produzione di billette]. Nel corso del decennio, tuttavia, il mercato delle billette entrò in crisi e con essa la SiderAL che, non fabbricando prodotti finiti come il tondino o altri profilati, venne ritenuta superflua dalla maggioranza dei soci ormai indipendenti nella produzione delle billette. Fu salvata nel 1978 grazie all'intervento di alcuni industriali della siderurgia bresciana, come Oddino Pietra e Pietro Fenotti. L'impresa chiuse l'anno con un fatturato di 30 miliardi di lire.
La società fu chiusa nel 1983 grazie alla legge 17 febbraio 1986, n. 46, nata per agevolare la riduzione della produzione di tondino richiesta dalla CECA, che permise agli industriali proprietari di incassare 9,6 miliardi di lire dell'epoca che però non furono reinvestiti nell'acquisto di impianti moderni. Gli operai licenziati, dopo scioperi e proteste, in seguito furono assorbiti da acciaierie locali nell'ambito di una contrattazione fra le stesse imprese e la FIOM. Questo stabilimento fu il prototipo che dette inizio alle "miniacciaierie",(impianti siderurgici a ciclo: rottame-forno elettrico) sorte successivamente in terra bresciana e nel mondo.

## Lo stabilimento di San Zeno Naviglio
Come già scritto più sopra, lo stabilimento di San Zeno Naviglio fu sede della SiderAL. Venne eretto nei pressi della stazione di San Zeno-Folzano, ai confini con Folzano, e ad essa raccordata per avere in tempi rapidi il rottame proveniente dall'estero che veniva scaricato nel porto di Genova. Il personale dipendente, in massima parte formato da ex contadini, proveniva dai paesi del circondario e, non avendo precedenti esperienze siderurgiche, venne formato in azienda da alcuni capireparto reclutati nelle storiche acciaierie bresciane: ATB,Tempini, S.Eustachio. La prima colata venne fatta il giorno 25 maggio 1957 verso le ore 15,45, in presenza dei soci proprietari, del Direttore Tecnico dott. Valentino Riva, ex dirigente della S.Eustachio, (niente a che vedere con Emilio Riva, industriale), del Direttore Amministrativo Dott. Libretti. Il Capoforno che la spillò si chiamava Pasini Felice ed era un ex Capoforno della Tempini. Il Pasini dette corrente agli elettrodi alle ore 5 del mattino e terminò la colata dopo circa 11 ore. Tutto questo tempo servì anche per cuocere il rivestimento refrattario di dolomite e per fare i collaudi dell'impianto con i tecnici della TIBB.
In questa acciaieria, per volontà del Direttore tecnico Dott. Valentino Riva, venne installato, al di fuori delle storiche aziende siderurgiche sopraddette, il primo laboratorio chimico per l'analisi sistematica della produzione e delle materie prime in uso nelle miniacciaierie, al fine di ottimizzare la qualità dell'acciaio. Sempre qui,fu introdotto il primo quantometro a scansione per l'analisi automatica dell'acciaio nelle miniacciaierie.
Per vari anni, grazie all'iniziativa dei vari tecnici via via succedutisi nella conduzione ed alla lungimiranza dei soci che lasciarono libertà operativa, in questo stabilimento furono sviluppate e applicate metodologie d'avanguardia, (insuflazione diretta di O2 in forno, affinazione in siviera mediante Ar, refrattari compound, chiusura siviera a cassetto e, con la guida del chimico metallurgico Giuseppe Scapini, la formulazione degli acciai ad alto limite di snervamento per cemento armato). Tali metodologie servirono da riferimento alle miniacciaierie che vennero costruite negli anni successivi. Varie delegazioni di operatori siderurgici, provenienti anche dall'estero, Grecia, Corea, Sudafrica, Turchia ecc. visitarono l'azienda e la presero come modello. Lo stesso imprenditore Emilio Riva, proprietario dell'ILVA, ma negli anni 60 del secolo scorso piccolo laminatore di Caronno Pertusella, richiese di visitarla per apprenderne l'organizzazione e le tecniche operative di lavoro. Sempre Emilio Riva assunse poi un tecnico della Sideral, come Capoacciaieria e istruttore delle maestranze, quando iniziò l'ascesa a grande industriale rilevando una piccola azienda siderurgica a Lesegno (Cn).
L'insieme dei fabbricati, tre grandi capannoni paralleli con vie di corsa per i carriponte alte 12,5 metri, sono tutti in carpenteria di acciaio, progettati dallo studio degli ingegneri Faroni, di Brescia. Agli inizi ospitava un Forno elettrico ad arco TIBB da 30 tonnellate nominali che, all'epoca, era l'impianto fusorio di maggior tonnellaggio del bresciano.
Al momento della dismissione i forni TIBB erano due ai quali si aggiungeva un forno Tagliaferri da 70 tonnellate, acquistato dalla SiderAL negli anni precedenti, con una produzione annua totale di circa 400.000 tonn.
Per incassare il premio dovuto secondo la legge 17 febbraio 1986, la società dovette cedere tutti gli impianti e trasformare lo stabilimento in un deposito per la lavorazione del rottame. Passò quindi al gruppo Lucchini che lo destinò a sede della controllata società commerciale "Bicomet".

## Direttori e tecnici
- Dott. Giuseppe Libretti
- Rag. Giuseppe Nicolis
- Dott. Valentino Riva
- Ing. Pietro Castagnetti
- Geom. Franco Mazzoni
- P.Ind. Giovanni Albera
- P.Ind. Benvenuto Schivardi
- P.Ind. Dante Delaidini
- P.Chim. Giuseppe Scapini
- C.F. Felice Pasini
- C.F. Alessandro Moretti
- C.F. Giuseppe Moretti
- C.F. Giovanni Angiargia
- C.F. Giovanni Medda
- C.F. Oreste Maccabiani